# Tiphobiosis fulva
Tiphobiosis fulva là một loài Trichoptera trong họ Hydrobiosidae. Chúng phân bố ở miền Australasia.